# ثنائي كلورو فينيل الفوسفين
ثنائي كلورو فينيل الفوسفين (أو ثنائي كلورو فينيل الفوسفان وفق التسمية النظامية) هو مركب فوسفور عضوي صيغته C6H5PCl2 ويوجد على شكل سائل عديم اللون.
يتكون المركب بنيوياً من ذرة فوسفور مركزية يرتبط بها ذرتا كلور بالإضافة إلى مجموعة فينيل.

## التحضير
يمكن أن يحضر المركب من تفاعل خماسي كلوريد الفوسفور مع البنزين بوجود حفاز من كلوريد الألومنيوم:
{\displaystyle \mathrm {PCl_{3}\ +\ C_{6}H_{6}\ {\xrightarrow {[AlCl_{3}]}}\ \ PhPCl_{2}+HCl\uparrow } }
يسير التفاعل بشكل وفق آلية استبدال محب للإلكترون.

## الخواص
يوجد المركب في الشروط القياسية على شكل سائل عديم اللون، وهو قابل للامتزاج مع المذيبات العضوية مثل البنزين والكلورفورم وثنائي كبريتيد الكربون.
تبلغ قيمة قرينة الانكسار مقدار 1.5962 لهذا السائل.

## الاستخدامات
يعد هذا المركب ركيزة لتحضير مركبات عضوية أخرى للفوسفور مثل فينيل ثنائي ميثيل الفوسفين:
{\displaystyle {\ce {C6H5PCl2 + 2 CH3MgI -> C6H5P(CH3)2 + 2 MgICl}}}
كما يقوم ثنائي كلورو فينيل الفوسفين في تفاعل ماك كورماك بإضافة الدايينات ليعطي حلقة كلورو الفوسفولينيوم.